# عبدالله بن ابی سرح
عبدالله ابن سَعْد ابن ابی سَرْح قُرَشی عامری (به عربی: عبدالله بن سعد بن ابی سرح القرشی) (مرگ ۶۵۶ میلادی) برادر رضاعی (شیری) عثمان ابن عفان، کاتب وحی و والی مصر در زمان خلافت عثمان پسر عفان بود.

## در زمان محمد
عبدالله ابن ابی سرح از جمله معدود افرادی بود که در دوران محمد، سواد خواندن و نوشتن داشت. هنگامی که او به اسلام گروید، محمد او را به عنوان کاتب وحی انتخاب نمود.
محمد آیاتی از سورهٔ مؤمنون را که خداوند بر او نازل کرده بود می‌خواند و عبدالله ابن ابی سرح نیز آیات نازل شده را می‌نوشت. هنگامی که آیۀ چهاردهم سورۀ مؤمنون به بخش «ثُمَّ أَنْشَأْنَاهُ خَلْقًا آخَرَ» رسید و توسط ابی سرح، این بخش املا شد، وی با گفتن جملۀ «فَتَبَارَکَ اللَّهُ أَحْسَنُ الْخَالِقِینَ» (به معنای: پس بزرگ است خدایی که بهترین آفرینندگان است) اظهار شگفتی خود را ابراز کرد. بلافاصله محمد گفت: «این [آخرین بیان عبدالله] که خودت گفتی، به من نازل شد؛ همان را بنویس!» پس از این واقعه، ابی سرح در پیامبری محمد شک کرد و گفت: «اگر حقیقتاً این وحی است، پس بر من هم وحی می‌شود. اگر دروغ است، پس محمد هم دروغ می‌گوید» و سپس به مکه رفت و از اسلام خارج شد و به مردم مکه گفت که توانسته قرآن را تحریف کند. وی در مکه زندگی می‌کرد تا اینکه مکه توسط سپاهیان محمد فتح شد.
هنگامی که محمد لشکر کافی برای یورش به مکه جمع کرد، به پیروان خود دستور داد که عبدالله ابن ابی سرح، یکی از کسانی است که باید حتماً کشته شود (وی حکم مرگ ۱۳نفر از جمله چند زن شاعر را نیز صادر کرد). حکم محمد این بود که این افراد هر چند در حرم امن (کعبه) یا حتی زیر پردهٔ کعبه پنهان شده باشند، باید کشته شوند. اما ابی سرح نزد برادر رضاعی خود، عثمان ابن عفان، رفت و از او کمک خواست. پس از مدتی به همراه عثمان، برادرش، نزد محمد رفت تا طلب آمرزش کند. هنگامی که محمد، ابی سرح و عثمان را دید، سکوت طولانی‌مدتی کرد. در این مدت، عثمان پیوسته شفاعت ابی سرح را می‌کرد، تا محمد پس از سکوت طولانی گفت: چنین باشد (به معنای بخشش). اما پس از رفتن آن دو، محمد به یاران خود گفت: من سکوت کردم تا یکی از شما بلند شود و سرش را بزند. یکی از انصار به نام عباد ابن بُشر گفت: یا رسول‌الله! پس چرا به من اشاره‌ای نکردی تا سرش را قطع کنم؟ محمد پاسخ داد که پیامبر با اشاره، کسی را نمی‌کُشد!
حدیثی در سنن ابوداود نیز به همین ترتیب، برخورد عبدالله ابن ابی سرح با محمد را در مکه ثبت کرده‌است. طبری در این باره نوشته‌است که «عبدالله ابن سعد ابن ابی سرح برای او می‌نوشت. او از اسلام مرتد شد و بعداً در روز فتح مکه به اسلام بازگشت.»

## در زمان عثمان
وساطت عثمان باعث شد که عبدالله خود را مدیون عثمان بداند و برای خلافت او تلاش کند. او در نبردها برای فتح مصر تحت رهبری عمروعاص شرکت کرد و بعدها بر بخشی از مصرِ تحتِ حکومتِ او حکمرانی کرد. بعدها عثمان او را به جای عمرو ابن عاص والی مصر کرد.

## در زمان معاویه
او همراه با لشکر دریایی اسلام، قبرس را فتح کرد و لشکر دریایی روم شرقی را در اسکندریه و در سال ۶۵۲ میلادی شکست داد. وی در فتح ساحل لیکیان در ۶۵۵ در جنگ ذات الصواری که به شکست روم شرقی انجامید، شرکت داشت.